# 劍新聲劇團
劍新聲劇團，是香港粵劇劇團之一，由粵劇女文武生陳杏葵博士(藝名：陳劍聲）於1986年成立。
成立初期，夥拍梁少芯，在百麗殿登台演出。後來，在香港、東南亞、美國、加拿大等地巡迴演出。曾與尹飛燕、梁少芯、林錦屏等人合作演出。現在主要成員有王超群、賽麒麟、呂洪廣、高麗、陳劍烽、余蕙芬、南鳳、鍾麗蓉和其他資深或新進粵劇演員。
劍新聲劇團的開山劇目有：《劍膽琴心》、《英雄呂布俏貂嬋》、《魂斷藍橋》《峰火高平血海仇》、《五福齊來錦绣家》、《為郎頭斷也心甜》、《碧血洒郎腰》。

## 曾演出劇目
- 《烽火擎天柱》
- 《梁祝恨史》
- 《海瑞奏嚴嵩》
- 《碧血灑郎腰》
- 《豔陽長照牡丹紅》
- 《六月雪之刑場大審》
- 《峰火高平血海仇》
- 《五福齊來錦绣家》
- 《為郎頭斷也心甜》
- 《鄭成功》
- 《劍新聲劇團》不斷與資深或青年編劇家合作，鑽研創新劇目和安排在香港及各地演出，以推廣粵劇傳承和拓展粵劇藝術。

## 外部連結
1. ↑  .   [2020-12-22]. （原始内容存档于2012-07-02）.
2. ↑  .   [2017-11-26]. （原始内容存档于2012-01-21）.